# バーンボーン区
バーンボーン区（バーンボーンく、タイ語: เขตบางบอน）は、タイ王国バンコク都の行政区の一つ。
この行政区は、時計回りに、バーンケー区、パーシーチャルーン区、チョームトーン区、バーンクンティアン区、サムットサーコーン県のムアンサムットサーコーン郡とクラトゥムベーン郡、ノーンケーム区の7つの行政区に接している。

## 歴史
トンブリー県バーンクンティアン郡のタンボンであったが、1972年にトンブリー県とバンコク都が合併しバンコク都バーンクンティアン区となった。1997年10月14日に、バーンクンティアン区から分離し現在のバーンボーン区となった。